# Маненков, Юрий Алексеевич
Юрий Алексеевич Маненков (род. 31 июля 1937, Шумерля, Чувашская АССР) — советский инженер, организатор производства. Лауреат Государственной премии СССР в области науки и техники (1985).

## Биография
Окончил Чебоксарский электромеханический техникум (1958), Всесоюзный заочный политехнический институт (1965).
Работал на инженером на предприятиях города Чебоксары.
С 1973 года — главный инженер Чебоксарского электромеханического завода запасных частей «Энергозапчасть».
С 1964 года занимается литературной деятельностью, написал несколько книг о рабочих.
Главный инженер Чебоксарского ЭМЗ запасных частей «Энергозапчасть» Ю. А. Маненков стал лауреатом Государственной премии СССР (1985) в составе группы разработчиков тяжелогружённых эластичных металлопластмассовых опор, внедривших их на гидроагрегатах крупнейших гидроэлектростанций СССР под руководством Байбородова Юрия Ивановича.
В 2010 году издал роман «Бомж», за который получил республиканскую литературную премию им. А. Талвира.
Живет в Чебоксарах. Участвует в общественно-политической жизни, является сторонником партии Справедливая Россия.

## Участие в профессиональных сообществах
- Член Союза писателей ЧР
- Член Международного сообщества писательских союзов.
- Действительный член (академик) Международной Академии информатизации (с 2011)

## Научная работа
Автор 5 изобретений. Участвовал в разработке тяжелогружённых эластичных металлопластмассовых опор и внедрении их на гидроагрегатах крупнейших гидроэлектростанций страны.

## Награды
- Государственная премия СССР (1985)
- Чувашская республиканская литературная премия им. А. Талвира
- Почетная грамота политической партии Справедливая Россия.